# Női csapatsprint sífutás a 2006. évi téli olimpiai játékokon
A 2006. évi téli olimpiai játékokon a sífutás női csapatsprint versenyszámát február 14-én rendezték Pragelatóban. Az aranyérmet a svéd kettős nyerte meg. A versenyszámban nem vett részt magyar csapat.
Ezt a versenyszámot először rendezték meg a téli olimpia történetében.

## Eredmények
A futamok egy 1145 méteres pályán zajlottak, amelyen 6 kört kellett teljesíteni, szabadstílusban. A csapatok tagjai körönként váltották egymást.
A selejtező mindkét futamából az első öt helyen célba érkező csapat jutott be a döntőbe.

### Selejtező
A rövidítések jelentése a következő:
- Q: továbbjutás helyezés alapján

| Helyezés | Csapat                                                                | Idő      | Mj       |          |
| 1. futam | 1. futam                                                              | 1. futam | 1. futam | 1. futam |
| -------- | --------------------------------------------------------------------- | -------- | -------- | -------- |
| 1.       | Finnország (FIN) · Virpi Kuitunen · Aino-Kaisa Saarinen               | 17:16,8  | Q        |          |
| 2.       | Kanada (CAN) · Sara Renner · Beckie Scott                             | 17:19,3  | Q        |          |
| 3.       | Olaszország (ITA) · Arianna Follis · Gabriella Paruzzi                | 17:32,6  | Q        |          |
| 4.       | Japán (JPN) · Fukuda Nobuko · Nacumi Madoka                           | 17:33,1  | Q        |          |
| 5.       | Kazahsztán (KAZ) · Okszana Jackaja · Jelena Kolomina                  | 17:36,3  | Q        |          |
| 6.       | Franciaország (FRA) · Elodie Bourgeois Pin · Aurélie Perrillat Storti | 17:54,5  |          |          |
| 7.       | Szlovénia (SLO) · Maja Benedičič · Vesna Fabjan                       | 18:59,5  |          |          |
| 8.       | Ukrajna (UKR) · Marina Malec-Liszohor · Tetyana Zavalij               | 19:14,1  |          |          |
| 2. futam |                                                                       |          |          |          |
| 1.       | Norvégia (NOR) · Ella Gjømle · Marit Bjørgen                          | 17:14,4  | Q        |          |
| 2.       | Oroszország (RUS) · Olga Rocseva · Aljona Szigyko                     | 17:32,1  | Q        |          |
| 3.       | Svédország (SWE) · Lina Andersson · Anna Dahlberg                     | 17:33,5  | Q        |          |
| 4.       | Németország (GER) · Evi Sachenbacher-Stehle · Viola Bauer             | 17:34,7  | Q        |          |
| 5.       | Egyesült Államok (USA) · Kikkan Randall · Wendy Kay Wagner            | 17:51,4  | Q        |          |
| 6.       | Csehország (CZE) · Helena Erbenová · Kamila Rajdlová                  | 18:11,6  |          |          |
| 7.       | Kína (CHN) · Csiang Csun-li · Vang Csun-li                            | 18:18,4  |          |          |
| 8.       | Észtország (EST) · Piret Pormeister · Kaili Sirge                     | 19:13,6  |          |          |

### Döntő
| Helyezés | Csapat                                                     | Idő     |
| -------- | ---------------------------------------------------------- | ------- |
| Arany    | Svédország (SWE) · Lina Andersson · Anna Dahlberg          | 16:36,9 |
| Ezüst    | Kanada (CAN) · Sara Renner · Beckie Scott                  | 16:37,5 |
| Bronz    | Finnország (FIN) · Virpi Kuitunen · Aino-Kaisa Saarinen    | 16:39,2 |
| 4.       | Norvégia (NOR) · Ella Gjømle · Marit Bjørgen               | 16:48,1 |
| 5.       | Németország (GER) · Evi Sachenbacher-Stehle · Viola Bauer  | 17:03,5 |
| 6.       | Oroszország (RUS) · Olga Rocseva · Aljona Szigyko          | 17:08,5 |
| 7.       | Olaszország (ITA) · Arianna Follis · Gabriella Paruzzi     | 17:24,8 |
| 8.       | Japán (JPN) · Fukuda Nobuko · Nacumi Madoka                | 17:27,6 |
| 9.       | Kazahsztán (KAZ) · Okszana Jackaja · Jelena Kolomina       | 17:42,8 |
| 10.      | Egyesült Államok (USA) · Kikkan Randall · Wendy Kay Wagner | 18:04,9 |